# Diocèse de Verdun
Le diocèse de Verdun (en latin : dioecesis Virodunensis) est une Église particulière de l'Église catholique en France.
Érigé au IVe siècle, il est un des diocèses historiques de Lorraine. Supprimé en 1801 puis rétabli en 1822, il couvre le département de la Meuse et est suffragant de l'archidiocèse métropolitain de Besançon.
Le diocèse vécut une période faste du XIe au XVIe siècle, sous le nom de « principauté épiscopale de Verdun », période durant laquelle l'évêché était une principauté ecclésiastique autonome au sein du Saint-Empire romain germanique, gouvernée par des comtes-évêques portant le titre de « prince du Saint-Empire ».

## Histoire
Le diocèse de Verdun est érigé au IVe siècle, à l'époque de la Gaule romaine.
Après le traité de Verdun en 843, Verdun fit partie successivement de la Francie médiane, de la Lotharingie, puis du Saint-Empire dès 925, rattachée au duché de Lorraine à partir de 959. La principauté épiscopale de Metz est créée et la Basse-Lotharingie qui recouvre pratiquement le territoire de la principauté archiépiscopale de Trèves (= l’électorat de Trèves).

### Intégration au royaume de France
À partir de 1552, débute un processus de rattachement au royaume de France. Dans sa lutte contre le Saint-Empire, Henri II, roi de France, s’appuya sur les princes protestants allemands et ceux-ci, pour payer l’alliance française, permirent au roi d’occuper les Trois-Évêchés (Metz, Toul et Verdun), ce qui se fit par la force mais sans difficulté. Le 12 juin 1552, Henri II entre dans Verdun qui n’oppose pas de résistance. L'évêché est alors placé sous tutelle française jusqu’à son annexion définitive en 1648 en vertu des traités de Westphalie.
Entre 1552 et 1648, les anciennes villes libres d'empire qu'étaient Metz, Toul et Verdun, sont réunies sous le nom de Trois-Évêchés, un protectorat mis en place par l’administration française. Les villes reçoivent une garnison permanente, l’empereur continuant officiellement à faire figure de souverain.
Néanmoins Verdun, pendant quelque temps, conserva en partie son autonomie. L’évêque Nicolas Psaume fut réintégré dans les pouvoirs temporels de ses prédécesseurs et se montra administrateur éclairé. Grâce à ce prélat, dont le souvenir est encore vivace, Verdun, à part la tentative de surprise des Huguenots en 1562, vécut dans la tranquillité et la prospérité.
En 1648, les traités de Westphalie confirment la cession des Trois-Évêchés à la France par le Saint Empire.
Dans la première moitié du XVIIIe siècle, Charles-François d'Hallencourt de Dromesnil, alors évêque de Verdun, en fit reconstruire le palais épiscopal par l'architecte Robert de Cotte.

### Après la Révolution
Le 29 novembre 1801 l'évêché de Verdun fut supprimé et ajouté au diocèse de Nancy-Toul.
Par la bulle Paternae charitatis du 6 octobre 1822, le pape Pie VII rétablit le diocèse de Verdun.
Jusqu'en 1801, il faisait partie de la province ecclésiastique des archevêques de Trèves.

## Cathédrale et basiliques mineures
La cathédrale Notre-Dame de Verdun, dédiée à sainte Marie, est l'église cathédrale du diocèse et, depuis le 25 avril 1947, une basilique mineure.
La basilique Notre-Dame d'Avioth est une église paroissiale, depuis le 12 mai 1993, une basilique mineure.

## Évêques célèbres
- Jacques Pantaléon, devenu Pape Urbain IV (1251–1255)
- Jean III de Lorraine (1523–1544)
- Nicolas de Mercœur (1544–1547)
- Nicolas Psaume (1518-1575)
- Éric de Lorraine (1593-1611)